# Mamá se fue de viaje
Mamá se fue de viaje es una película de comedia argentina estrenada el 6 de julio de 2017 dirigida por Ariel Winograd. Está protagonizada por Diego Peretti y Carla Peterson. 

## Sinopsis
Vera Garbo, un ama de casa saturada, se toma unas vacaciones y se aleja de su familia, compuesta por su esposo Víctor, quien vive solo para su trabajo, y sus cuatro hijos. Ahora que no está con ellos, la familia se da cuenta de cuanto la necesita.

## Reparto
- Diego Peretti como Víctor Garbo, gerente de una cadena de grandes almacenes y padre de familia.
- Carla Peterson como Vera Garbo, ama de casa que se encarga de los mil y un detalles de la dinámica cotidiana.
- Martín Lacour como Bruno Garbo, el hijo adolescente.
- Agustina Cabo como Lara Garbo, la hija.
- Julián Baz como Tato Garbo, el hijo menor.
- Lorenzo Winograd como Lolo Garbo, el bebé.
- Pilar Gamboa como Julia.
- Guillermo Arengo como Pol.
- Martín Piroyansky como Laureano Di Caprio.
- Maruja Bustamante como Pachano.
- Muriel Santa Ana como Elena.
- Mario Alarcón como Grinberg.
- Miriam Odorico como Lidia.
- Sandra Villani como Suni.
- Laura Laprida como Esposa de Di Caprio.
- Lali Espósito como una modelo de revista.

## Tráiler
El 11 de mayo se lanzó un segundo adelanto o tráiler de la película confirmando que la fecha de estreno en Argentina sería el 6 de julio de 2017, según lo que reporta la productora Patagonik.

## Recepción

### Comercial
La cinta se estrenó momentos previos al inicio de vacaciones de invierno (período de gran relevancia en la taquilla argentina). Sin embargo, y con 204 salas habilitadas en todo el país, Mamá se fue de viaje tuvo un destacado estreno con más de 20.000 entradas vendidas en su primer día. Ya en su primera semana en cartelera la habían visto más de 200.000 personas, según cifras de Ultracine, lo que la convierte automáticamente en uno de los éxitos nacionales del año. Para su segunda semana, la convocatoria aumentó más de 25% a 300.000 espectadores por el receso escolar que aumentó la convocatoria a los cines en todo el país. Además la cantidad de salas también se incrementó a 212. Para su tercera semana en cartelera la cinta volvió a aumentar su convocatoria de forma que sorprendió a toda la industria por el buen mantenimiento en la cartelera, con aproximadamente otros 305.000 espectadores y casi terminando las vacaciones de invierno.
Según la prensa especializada, el rendimiento de la cinta es un suceso completamente insesperado, más si se tiene en cuenta el rendimiento de otros trabajos del director con un promedio que oscila en torno a los 300.000 espectadores por película. Hasta el momento en el recorrido comercial la vieron 1.702.904 espectadores, lo que ubica a la cinta como la más vista del año, superando a Nieve negra, el éxito de verano que hizo poco más de 700.000 espectadores.

### Home Entertainment
La editora Transeuropa editó la película en DVD el 15 de diciembre de 2017, contando como extras con un making of y un detrás de cámaras. Fue la cuarta película mejor vendida en tiendas Yenny/El Ateneo en enero de 2018 y la quinta en febrero del mismo año y el tercero mejor vendido en Musimundo en febrero y marzo de 2018, el quinto mejor vendido en abril del mismo año y la décima más vendida en mayo.

## Ficha técnica
- Dirección: Ariel Winograd
- Guion: Mariano Vera
- Dirección artística: Daniel Gimelberg
- Producción ejecutiva: Juan Lovece
- Producción: Juan Vera, Juan Pablo Galli y Christian Faillace
- Fotografía: Félix Monti (ADF)
- Edición: Pablo Barbieri (SAE)
- Sonido: José Luis Díaz
- Música: Darío Eskenazi
- Vestuario: Mónica Toschi

## Estreno
| Fechas de estreno |                |                  |        |
| Año               | País           | Fecha            | Ref.   |
| 2017              | Argentina      | 6 de julio       | [ 14 ] |
| 2017              | Perú           | 13 de julio      | [ 15 ] |
| 2017              | Colombia       | 3 de agosto      | [ 16 ] |
| 2017              | Uruguay        | 14 de septiembre | [ 17 ] |
| 2017              | Chile          | 14 de septiembre | [ 18 ] |
| 2017              | Estados Unidos | 2 de octubre     |        |

## Premios y nominaciones

### Premios Sur
Dichos premios serán entregados por la Academia de las Artes y Ciencias Cinematográficas de la Argentina en marzo de 2018.
| Año  | Categoría               | Candidato     | Resultado |
| ---- | ----------------------- | ------------- | --------- |
| 2017 | Mejor actriz revelación | Agustina Cabo | Nominada  |

## Adaptaciones en otros países
En México se realizó una nueva versión homónima en 2019 protagonizada por Andrea Legarreta y Martín Altomaro, dirigida por Fernando Sariñana.
En España se realizó una adaptación llamada Padre no hay más que uno, protagonizada por Toni Acosta y Santiago Segura, este último también director. Tiene tres secuelas: Padre no hay más que uno 2: La llegada de la suegra (2020), Padre no hay más que uno 3 (2022) y Padre no hay más que uno 4: Campanas de boda (2024)
En Italia se realizó "10 días sin mamá", protagonizada por Valentina Lodovini y Fabio De Luigi y dirigida por Alessandro Genovesi. Tiene dos secuelas: 10 días con Papá Noel (2020) y 10 días con sus padres (2025).
En Francia se realizó "10 jours sans maman" realizada por Ludovic Bernard con Franck Dubosc y Aure Atika como protagonistas. Tiene secuela: 10 jours encore sans maman (2023).